# Moltoni's baardgrasmus
Moltoni's baardgrasmus (Curruca subalpina synoniem: Sylvia subalpina) is een zangvogel uit de familie Sylviidae (grasmussen). Deze vogel werd in 1937 door de Italiaanse vogelkundige Carlo Orlando (1898 - 1976) beschreven als ondersoort van de balkanbaardgrasmus Sylvia cantillans moltoni en vernoemd naar zijn collega Edgardo Moltoni (1896-1960). Later bleek de door hem gegeven naam een junior synoniem te zijn van de vogel die Temminck al in 1820 had beschreven als Sylvia subalpina.

## Herkenning
De vogel is 12 cm lang. Deze grasmus lijkt sterk op de balkanbaardgrasmus. De vogel is wat minder uitgesproken gekleurd, wat grijzer en de lichtrode tint op de borst is nog lichter dan bij de balkanbaardgrasmus.

## Verspreiding en leefgebied
Deze soort komt voor op de West Mediterrane eilanden, waaronder de Balearen, Corsica en Sardinië. Ook komt de soort voor in het noordwesten van het Italiaanse vasteland.